# Melodie (Album)
Melodie ist das zweite Studioalbum des deutschen Rappers Cro. Es erschien am 6. Juni 2014 über das Hip-Hop-Label Chimperator Productions als Standard- und Premium-Edition. Der Tonträger stieg auf Platz 1 der deutschen, österreichischen und Schweizer Album-Charts ein.

## Produktion
Die Beats des Albums wurden von Cro selbst sowie den Produzenten Shuko und Freedo produziert. Beim Instrumental zum Song Cop Love waren zudem Michael Geldreich und Peet als Co-Produzenten beteiligt.

## Covergestaltung
Das Albumcover zeigt eine Grau-Weiße Büste, die eine für Cro typische Pandamaske trägt. Der Hintergrund ist ebenfalls in Grau-Weiß gehalten. Auf der Brust der Büste stehen in Weiß die Wörter Cro und Melodie. Bei der Premium-Edition sind diese Wörter in Dunkelgrau gehalten.

## Gastbeiträge
Der einzige Gastauftritt des Albums stammt von dem Rapper Danju, der in dem Lied Meine Gang (Bang Bang) zu hören ist.

## Titelliste
| #  | Titel                  | Gastbeiträge | Produzent                                             | Länge |
| -- | ---------------------- | ------------ | ----------------------------------------------------- | ----- |
| 1  | Intro - I Can Feel It  |              | Cro                                                   | 2:50  |
| 2  | Meine Gang (Bang Bang) | Dajuan       | Shuko und Freedo                                      | 4:01  |
| 3  | Erinnerung             |              | Shuko                                                 | 3:55  |
| 4  | Traum                  |              | Shuko und Freedo                                      | 3:15  |
| 5  | Bad Chick              |              | Cro                                                   | 3:37  |
| 6  | Never Cro Up           |              | Shuko                                                 | 3:41  |
| 7  | 2006                   |              | Cro                                                   | 2:52  |
| 8  | Cop Love               |              | Cro, Shuko (Co), Michael Geldreich (Co) und Peet (Co) | 3:26  |
| 9  | Hey Girl               |              | Cro                                                   | 3:01  |
| 10 | Rennen                 |              | Cro                                                   | 3:27  |
| 11 | Vielleicht             |              | Cro, Shuko und Freedo                                 | 3:51  |
| 12 | Jetzt                  |              | Cro                                                   | 2:25  |
| 13 | Wir waren hier II      |              | Cro                                                   | 3:12  |
| 14 | Melodie                |              | Cro                                                   | 3:23  |

Bonussongs der Premium-Edition:
| #  | Titel         | Gastbeiträge | Produzent | Länge |
| -- | ------------- | ------------ | --------- | ----- |
| 15 | I Know        |              | Cro       | 3:11  |
| 16 | Nett Flanders |              | Cro       | 3:38  |
| 17 | Nur dich      |              | Cro       | 2:40  |

+ Instrumentals aller Lieder

## Rezeption
| Professionelle Bewertungen | Professionelle Bewertungen |
| -------------------------- | -------------------------- |
| Kritiken                   |                            |
| Quelle                     | Bewertung                  |
| laut.de                    | [ 3 ]                      |
| Ampya                      | [ 4 ]                      |
| Musikexpress               | [ 5 ]                      |
| rappers.in                 | [ 6 ]                      |
| Hiphop-jam.net             | [ 7 ]                      |

Das Album erhielt überwiegend positive Kritiken.
- laut.de gab Melodie drei von möglichen fünf Punkten. Vor allem die gute Produktion von Shuko und die eingängigen Gesangsrefrains werden hervorgehoben, wogegen die Texte weniger gut wegkommen:

„Für den perfekten musikalischen Unterbau zeichnet Shuko verantwortlich, der sich bei "Melodie" auch sonst als tragende Stütze einbrachte. […] Dennoch gelingt Cro das Schaulaufen nur teilweise: Während etwa das Intro noch amtlich durch die Boxen wummert, fallen das Highschool-rockige "Jetzt" oder das kitschige "Vielleicht" klanglich wie auch geschmacklich ab. Textlich sowieso. Weder "Jetzt", noch "Rennen" haben mehr zu bieten als das übliche, stark vereinfachte Plädoyer für den Moment, für Gegenwärtigkeit und Genuss. Zudem gab es im Deutschpop schon manch originellere Liebesklärung als "Hey Girl". […] Auch wenn sich mittlerweile Dutzende deutsche MCs um gesungene Refrains bemühen: Keiner trägt sie so erfrischend vor wie der Chimperator-Goldesel. Fast jeder Song bringt eine oder gerne auch mehrere dieser Hooklines mit, deren Unwiderstehlichkeit Cros zweiten Streich allen Mängeln zum Trotz wieder zum langlebigen Sommeralbum machen wird.“

- rap.de bescheinigt Cro, sich mit dem Album wieder mehr zum Rap als zum Pop orientiert zu haben:

„“Melodie” mag nicht das krasseste Rap-Album aller Zeiten sein, mit seinem lockeren, im besten Sinne kindlichen Charme aber weiß es durchaus auch HipHop-Nazis wie mich zu überzeugen. Mit “Melodie” entscheidet sich Cro, nicht die sicherste aller Karten zu spielen und ein Album voller gnadenlos eingängiger Popsongs zu bringen. Stattdessen hat er ein HipHop-Album im klassischen Neunziger Jahre-Design abgeliefert: Melodiöse Instrumentale mit dicken Beats, wortspiel- und vergleichfreudige Lyrics sowie deutlich mehr Rap als Gesang oder Singsang.“

## Singleauskopplungen
Als erste Single zum Album wurde bereits am 9. Mai 2014 das Lied Traum ausgekoppelt, das ebenso die Chartspitze in Deutschland, Österreich und der Schweiz erreichen konnte. In Deutschland hielt sich der Song vier Wochen auf Platz 1. Die zweite Single Bad Chick erschien am 5. September 2014 und erreichte Position 9 der deutschen Charts. Als dritte Auskopplung belegte Hey Girl Rang 35. Aufgrund von hohen Einzeldownload-Verkäufen konnten sich auch die Lieder Melodie, Jetzt und Meine Gang (Bang Bang) in den deutschen und österreichischen Charts platzieren.

## Kommerzieller Erfolg

### Chartplatzierungen
Melodie stieg in der 26. Kalenderwoche des Jahres 2014 auf Platz 1 in die deutschen Charts ein und belegte in den folgenden Wochen die Positionen 4; 6; 5 und 5. Insgesamt hielt sich das Album acht Wochen in den Top 10 und 90 Wochen in den Top 100. Auch in Österreich und der Schweiz platzierte sich der Tonträger auf Anhieb an der Spitze der Charts. In den deutschen Jahrescharts 2014 belegte das Album Rang 11.
| ChartsChartplatzierungen | Höchstplatzierung | Wochen |
| ------------------------ | ----------------- | ------ |
| Deutschland (GfK)        | 1 (… Wo.)         | …      |
| Österreich (Ö3)          | 1 (43 Wo.)        | 43     |
| Schweiz (IFPI)           | 1 (33 Wo.)        | 33     |

| ChartsJahrescharts (2014) | Platzierung |
| ------------------------- | ----------- |
| Deutschland (GfK)         | 11          |
| Österreich (Ö3)           | 7           |
| Schweiz (IFPI)            | 19          |

### Auszeichnungen für Musikverkäufe
Melodie erhielt für über 300.000 verkaufte Einheiten in Deutschland eine dreifache Goldene Schallplatte. In Österreich wurde das Album für mehr als 15.000 verkaufte Exemplare mit einer Platin-Schallplatte ausgezeichnet, während es in der Schweiz für über 10.000 Verkäufe eine Goldene Schallplatte erhielt.
| Land/Region        | Auszeichnungen für Musikverkäufe (Land/Region, Auszeichnung, Verkäufe) | Verkäufe |
| ------------------ | ---------------------------------------------------------------------- | -------- |
| Deutschland (BVMI) | 3× Gold                                                                | 300.000  |
| Österreich (IFPI)  | Platin                                                                 | 15.000   |
| Schweiz (IFPI)     | Gold                                                                   | 10.000   |
| Insgesamt          | 1× Gold · 1× Platin ·                                                  | 325.000  |